# Теореми Паппа — Гульдіна

Застосування теореми до відкритого циліндра, конуса і сфери для отримання площ їхніх поверхонь. Центроїди розташовані на відстані a (червоним) від осей обертання

Теореми Паппа — Гульдіна — дві теореми про тіла обертання, які пов'язують їхні площі і об'єми з довжиною кола, яке описують їхні центроїди.
Їх сформулював, але не довів Папп Александрійський; перше відоме нам доведення належить Паулю Гульдіну.

## Перша теорема
Перша теорема стверджує, що площа поверхні A поверхні обертання, яку утворили обертанням плоскої кривої C навколо зовнішньої стосовно C осі в одній з ній площині дорівнює добутку довжини s кривої C і відстані d пройденій  її геометричним центроїдом.
{\displaystyle A=sd.\,}
Наприклад, площа поверхні, тора з малим радіусом r і великим радіусом R є
{\displaystyle A=(2\pi r)(2\pi R)=4\pi ^{2}Rr.\,}

## Друга теорема
Друга теорема стверджує, що об'єм V тіла обертання утвореного обертанням плоскої фігури F навколо зовнішньої осі дорівнює добутку площі A фігури F і відстані d, яку пройшов її геометричний центроїд.
{\displaystyle V=Ad.\,}
Наприклад, об'єм тора з малим радіусом r і великим радіусом R є
{\displaystyle V=(\pi r^{2})(2\pi R)=2\pi ^{2}Rr^{2}.\,}